# Murray Baron
Murray McElwain Roy Baron, född 1 juni 1967, är en kanadensisk före detta professionell ishockeyspelare som tillbringade 15 säsonger i den nordamerikanska ishockeyligan National Hockey League (NHL), där han spelade för ishockeyorganisationerna Philadelphia Flyers, St. Louis Blues, Montreal Canadiens, Phoenix Coyotes och Vancouver Canucks. Han producerade 129 poäng (35 mål och 94 assists) samt drog på sig 1 309 utvisningsminuter på 988 grundspelsmatcher. Han spelade också på lägre nivåer för Hershey Bears i American Hockey League (AHL) och North Dakota Varsity Athletics (University of North Dakota) i National Collegiate Athletic Association (NCAA).
Baron draftades i åttonde rundan i 1986 års draft av Philadelphia Flyers som 167:e spelare totalt.

## Statistik
| 1984–1985   | Vernon Lakers                  | BCJHL       | 37  | 5  | 9  | 14  | 93   | 13 | 5 | 6 | 11 | 107 |
| 1985–1986   | Vernon Lakers                  | BCJHL       | 46  | 12 | 32 | 44  | 179  | 7  | 1 | 2 | 3  | 13  |
| 1986–1987   | North Dakota Varsity Athletics | NCAA        | 41  | 4  | 10 | 14  | 62   | —  | — | — | —  | —   |
| 1987–1988   | North Dakota Varsity Athletics | NCAA        | 41  | 1  | 10 | 11  | 95   | —  | — | — | —  | —   |
| 1988–1989   | North Dakota Varsity Athletics | NCAA        | 40  | 2  | 6  | 8   | 92   | —  | — | — | —  | —   |
|             | Hershey Bears                  | AHL         | 9   | 0  | 3  | 3   | 8    | —  | — | — | —  | —   |
| 1989–1990   | Philadelphia Flyers            | NHL         | 16  | 2  | 2  | 4   | 12   | —  | — | — | —  | —   |
|             | Hershey Bears                  | AHL         | 50  | 0  | 10 | 10  | 101  | —  | — | — | —  | —   |
| 1990–1991   | Philadelphia Flyers            | NHL         | 67  | 8  | 8  | 16  | 74   | —  | — | — | —  | —   |
|             | Hershey Bears                  | AHL         | 6   | 2  | 3  | 5   | 0    | —  | — | — | —  | —   |
| 1991–1992   | St. Louis Blues                | NHL         | 67  | 3  | 8  | 11  | 94   | 2  | 0 | 0 | 0  | 2   |
| 1992–1993   | St. Louis Blues                | NHL         | 53  | 2  | 2  | 4   | 59   | 11 | 0 | 0 | 0  | 12  |
| 1993–1994   | St. Louis Blues                | NHL         | 77  | 5  | 9  | 14  | 123  | 4  | 0 | 0 | 0  | 10  |
| 1994–1995   | St. Louis Blues                | NHL         | 39  | 0  | 5  | 5   | 93   | 7  | 1 | 1 | 2  | 2   |
| 1995–1996   | St. Louis Blues                | NHL         | 82  | 2  | 9  | 11  | 190  | 13 | 1 | 0 | 1  | 20  |
| 1996–1997   | St. Louis Blues                | NHL         | 11  | 0  | 2  | 2   | 11   | —  | — | — | —  | —   |
|             | Montreal Canadiens             | NHL         | 60  | 1  | 5  | 6   | 107  | —  | — | — | —  | —   |
|             | Phoenix Coyotes                | NHL         | 8   | 0  | 0  | 0   | 4    | 1  | 0 | 0 | 0  | 0   |
| 1997–1998   | Phoenix Coyotes                | NHL         | 45  | 1  | 5  | 6   | 106  | 6  | 0 | 2 | 2  | 6   |
| 1998–1999   | Vancouver Canucks              | NHL         | 81  | 2  | 6  | 8   | 115  | —  | — | — | —  | —   |
| 1999–2000   | Vancouver Canucks              | NHL         | 81  | 2  | 10 | 12  | 67   | —  | — | — | —  | —   |
| 2000–2001   | Vancouver Canucks              | NHL         | 82  | 3  | 8  | 11  | 63   | 4  | 0 | 0 | 0  | 0   |
| 2001–2002   | Vancouver Canucks              | NHL         | 61  | 1  | 6  | 7   | 68   | 6  | 0 | 1 | 1  | 10  |
| 2002–2003   | Vancouver Canucks              | NHL         | 78  | 2  | 4  | 6   | 62   | 14 | 0 | 4 | 4  | 10  |
| 2003–2004   | St. Louis Blues                | NHL         | 80  | 1  | 5  | 6   | 61   | 5  | 0 | 0 | 0  | 6   |
| NHL totalt  | NHL totalt                     | NHL totalt  | 988 | 35 | 94 | 129 | 1309 | 73 | 2 | 8 | 10 | 78  |
| AHL totalt  | AHL totalt                     | AHL totalt  | 65  | 2  | 16 | 18  | 109  | —  | — | — | —  | —   |
| NCAA totalt | NCAA totalt                    | NCAA totalt | 122 | 7  | 26 | 33  | 249  | —  | — | — | —  | —   |